# TFRC
Рецептор трансферрина 1 (TfR1, CD71) — мембранный белок. Продукт гена человека TFRC. Необходим для доставки железа от трансферрина в клетку.

## Структура

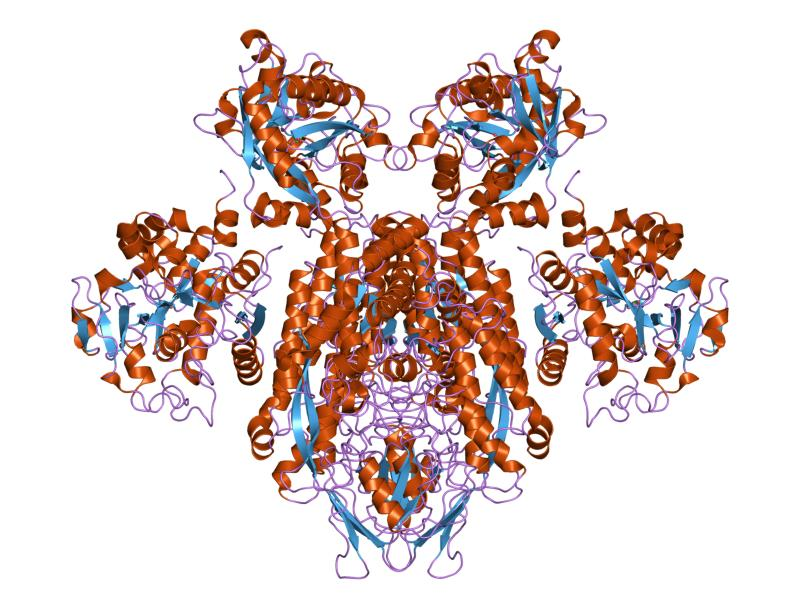
Комплекс Fe-Tf-TfR.

Рецептор трансферрина 1 является трансмембранным гликопротеином, состоит из двух мономеров, соединённых дисульфидной связью. Каждый мономер связывает одну молекулу голотрансферина, образуя комплекс Fe-Tf-TfR. Мономерный белок состоит из 760 аминокислот, молекулярная масса 84,87 кДа. Растворимый рецептор трансферина образуется при отщеплении N-концевого фрагмента (100 аминокислот), содержащего трансмембранный домен.

## Функции
При связывании рецептора с трансферрином лиганд-рецепторный комплекс подвергается рецептор-опосредованному эндоцитозу и попадает в специализированные эндосомы. Эндосомальное закисление приводит к высвобождению железа из комплекса Fe-Tf-TfR, а комплекс рецептора с апотрансферрином Tf-TfR возвращается на клеточную поверхность, где pH вновь становится нейтральной, что, в свою очередь, приводит к потере афинности и диссоциации апотрансферина от рецептора. Рецептор трансферрина играет ключевую роль в формировании эритроцитов и развитии нервной системы. Кроме трансферрина вторым лигандом рецептора трансферрина является т. н. белок наследственного гемохроматоза HFE, который конкурирует за связывание с рецептором.
Экспрессия регулируется уровнем железа в клетке, что опосредовано регуляторными белками IRP1 и IRP2.

## Взаимодействия
TFRC взаимодействует с белками GABARAP и HFE.